# Виски в изобилии
«Виски в изобилии», иногда «Море виски» (англ. Whisky Galore!) — фильм, кинокомедия режиссёра Александра Маккендрика. Производство Великобритании, 1949 год. Картина частично основана на реальной истории. 5 февраля 1941 года пароход «Политик» затонул около берегов Шотландии. На его борту находились 22 тысячи ящиков с виски, примерно 7 тысяч из которых были «спасены» жителями близлежащих островов. В США по цензурным соображениям времён сухого закона, действующим в некоторых штатах до конца 1940-х годов и запрещающим упоминание алкоголя в названиях художественных произведений, лента демонстрировалась как «Tight Little Island» (приблизительно «Неприступный маленький остров»). Кроме того, в редакции для американского проката содержался дикторский эпилог о том, что запасы виски достаточно быстро кончились и не добавили счастья островитянам. Еженедельник Time Out назвал картину «милой, умной и наиболее смешной изо всех кинокомедий Ealing Studios».

## Сюжет
1943 год. На одном из Гебридских островов на северо-западе Шотландии население не очень страдает от тягот войны: нет бомбёжек, жертв и разрушений. Согласно многовековым традициям мужское население употребляет спиртное почти круглосуточно. До тех пор, пока туда из-за сложностей военного периода не прекращаются поставки виски. Жизнь замирает, протрезвевшие мужчины и их семьи на грани отчаяния. Дети описывают страдания отцов в школьных сочинениях. Именно в это время у берегов острова в тумане садится на мель пароход «Кабинет министров», на борту которого 50 000 ящиков с виски. Его команда, опасаясь переворота судна, в полном составе эвакуируется на берег и отправляется в Британию. Всё мужское население острова устремляется к морю, но тут часы над церковью бьют двенадцать. Наступает суббота, которую верующие шотландцы считают нерабочим днём. Сутки проходят в томительном ожидании.
Армейский капитан Уаггетт — англичанин, командир местного отряда самообороны, трезвенник и зануда назначает сержанта Одда охранять корабль. Тот быстро даёт землякам нейтрализовать себя: предыдущим вечером он просил руки одной из девушек, но её отец заявил, что помолвка возможна только после совместно выпитых 7 галлонов виски. Одд связан, десятки лодок устремляются к тонущему кораблю, сотни ящиков выгружаются на берег. Центр тяжести судна смещается, оно даёт крен и идёт ко дну. Спрятав основной запас спиртного в пещере, островитяне шумно празднуют победу. Утром капитан Уаггетт освобождает от пут сержанта Одда и, поняв, что часть подакцизного груза похищена, решает действовать через налоговое ведомство. Целая бригада инспекторов высаживается на остров, но смекалка местных жителей не позволяет проверяющим обнаружить виски.

## В ролях
- Бэзил Рэдфорд — капитан Уаггетт
- Лэйси — миссис Уаггетт, его жена
- Брюс Сетон — сержант Одд
- Джоан Гринвуд — Пегги Макрун
- Вайли Уотсон — Джозеф Макрун
- Гордон Джексон — Джордж Кампбелл, учитель
- Джин Каделл — миссис Кампбелл, его мать
- Джеймс Робертсон Джастис — доктор Макларен

## Съёмочная группа
- Продюсер — Майкл Бэлкон
- Ассистент продюсера — Моня Данишевский

## Художественные особенности
По мнению эксперта Британского института кино фильм содержит достаточно жёсткие остроты, касающиеся англичанина, командира местного ополчения, чьи благопристойные, но не слишком умные попытки руководить в шотландской деревне приводят к его полной собственной дискредитации.